# Verucloetius
Verucloetius („der Weitberühmte“) war ein adliger Helvetier. Im Jahr 58 v. Chr. verhandelte er zusammen mit Nammeius an der Rhone mit Gaius Iulius Caesar, um von diesem die Erlaubnis zu erhalten, dass die Helvetier durch die Provinz Gallia Narbonensis ziehen dürften. Da Caesar dies verweigerte, wählten die Helvetier eine nördlichere Route und wurden dann bei Bibracte vom Römischen Heer überfallen, geschlagen und gezwungen, in ihre alte Heimat zurückzukehren.

## Quelle
- Gaius Iulius Caesar, De bello Gallico 1,7,3.